# Hid Herohof
Hid Herohof is een monumentaal pand in Bolsward in de Nederlandse provincie Friesland.

## Beschrijving
Het weeshuis werd in 1553 gesticht door Hid Hero Jelbethdr. Op een maniëristische gevelsteen (1562) wordt een vrouwenfiguur afgebeeld die het vuur der zonden blust. Uit 1660 dateert het beeldhouwwerk van een poortje. In 1865 werd naar ontwerp van L. Levoir het oude hoofdgebouw vervangen door een in eclectische vormen uitgevoerd gebouw met souterrain, attiek en middenrisaliet met dakkapel. In 1875-1877 werd naar plannen van H. Bouma een vleugel uit 1808 vervangen. In 1951 en 1978 werd het voormalige weeshuis verbouwd.

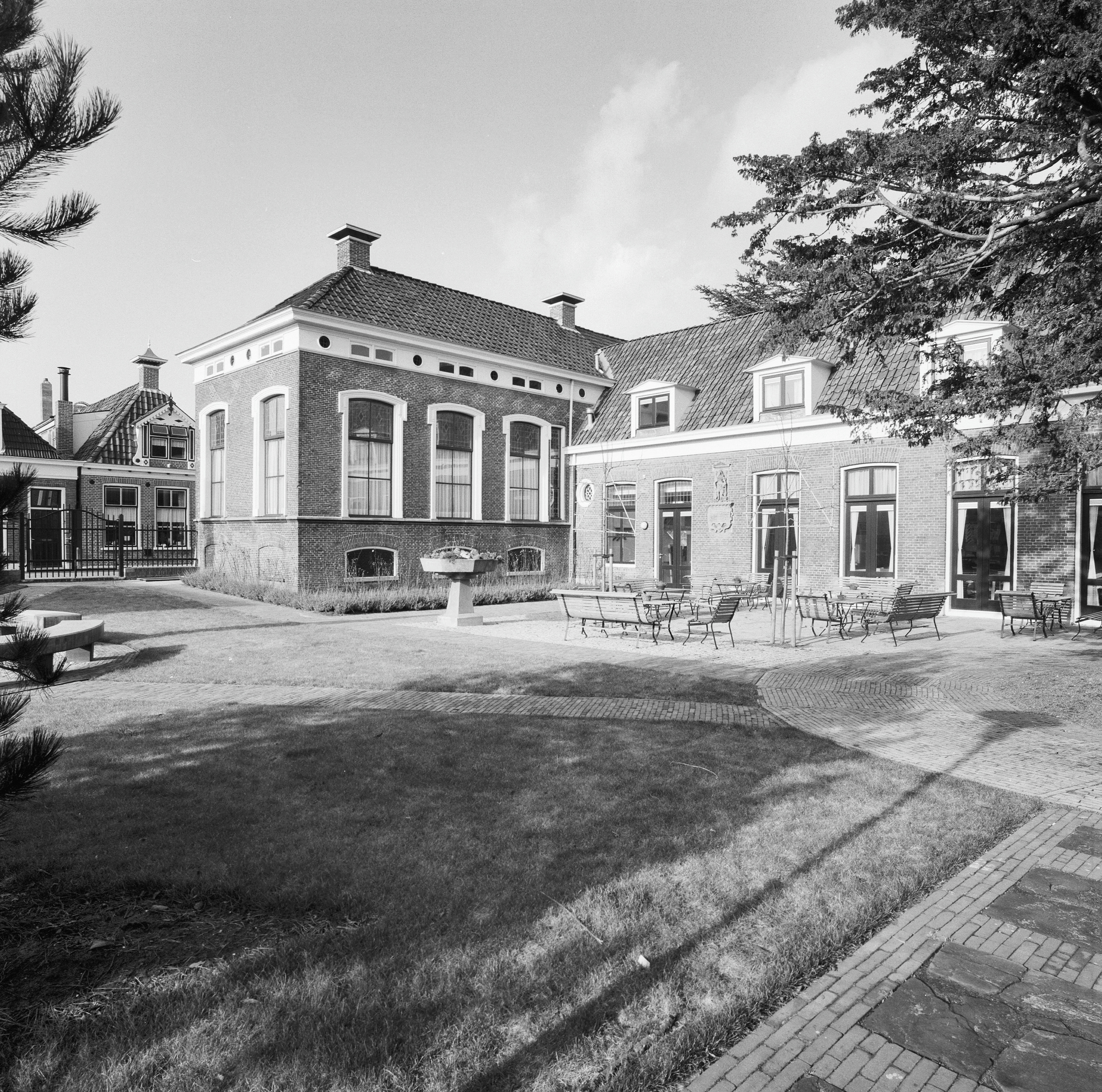
Zijgevel
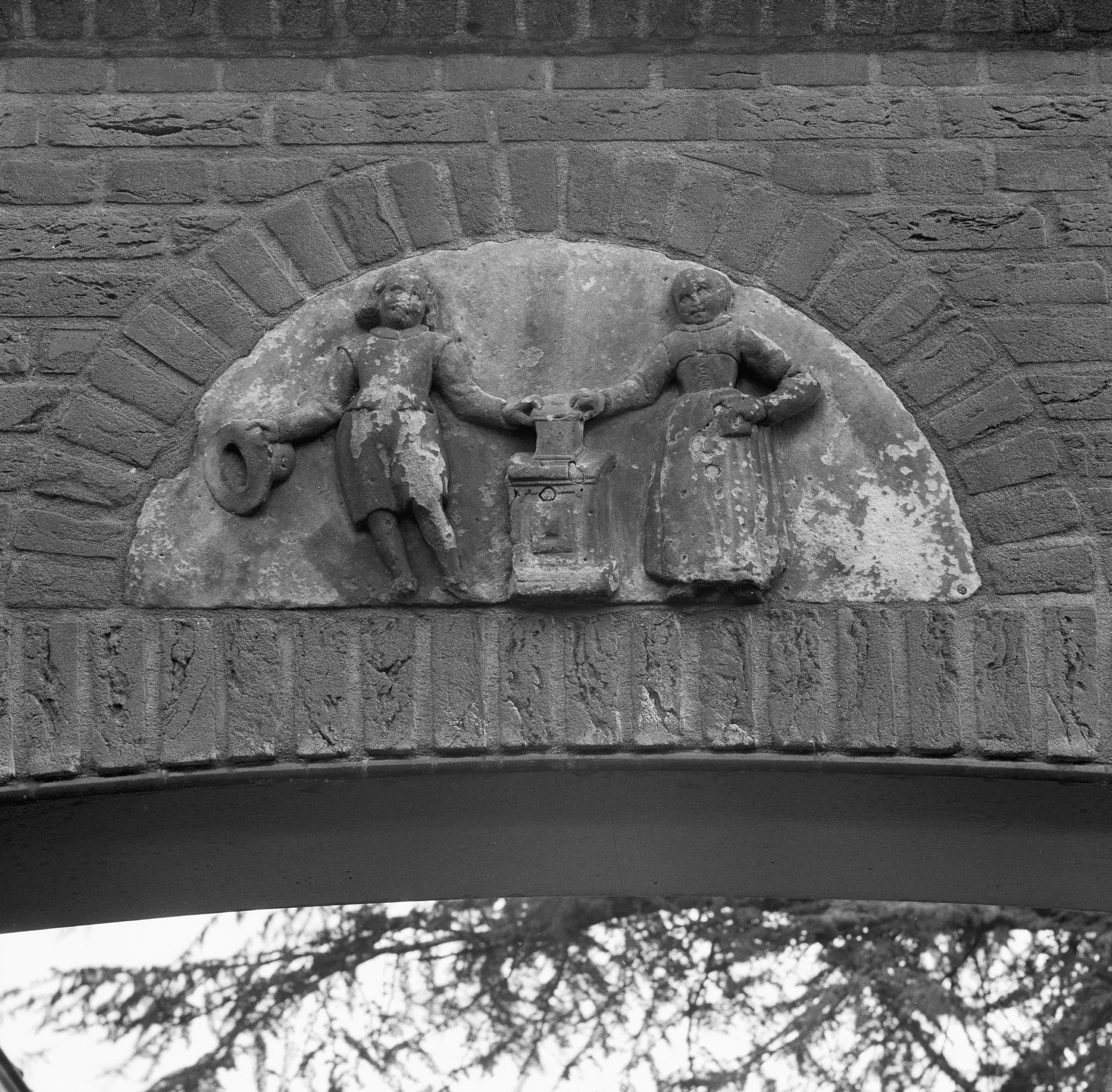
Gevelsteen